# 奥奥八九郎温泉
奥奥八九郎温泉（おくおくはちくろうおんせん）は、秋田県小坂町にある野湯である。

## 概要
秋田県鹿角郡小坂町野口西ノ又で1974年に行われた黒鉱調査のためにボーリングを行ったところ、地下320-350mの地点から温泉水の湧出があった。掘削直後はバルブを止めて止水が行われていたが、1984年頃からのバルブ開放により温泉水の流出が再開された。その後、炭酸カルシウムの温泉沈殿物(シンター)が形成され始め現在では約1mの厚さで温泉沈殿物が堆積している。
温泉湧出口からは二酸化炭素が噴出しており、「天然のジャグジー」とも呼ばれている。無雪期には多くのマニアが集まって来るが、この場所はアブが多く、しかもアブは温泉から噴出する炭酸ガスに集まって来るため、アブに刺されないような時間や季節を選ぶ必要がある。
湧出口からはやや熱めの44℃の温泉水が湧出しているため、温泉を枝分かれさせた複数の浴槽が掘られており、個人の好みに合わせた温度を選択できる。

## 泉質

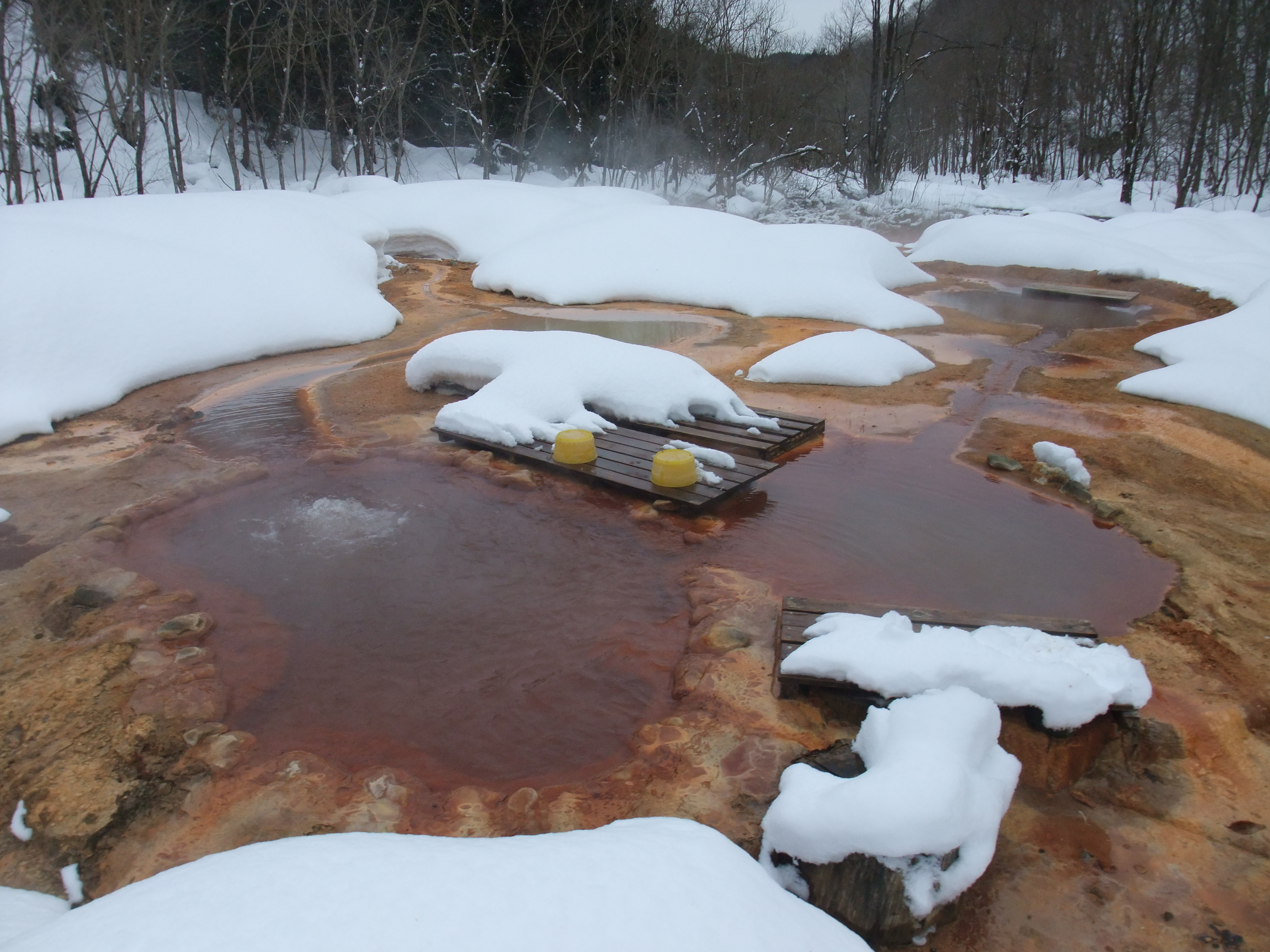
真冬の奥奥八九郎温泉

温泉水中の鉄の濃度は6ppmと低いものの、温泉水と接触している部分には鉄を含む赤色沈殿物が観察できる。このため、タオルを温泉水につけると、タオルが真っ赤になる。これは温泉水自体は透明であるが、温泉水の中に鉄の微粒子が浮遊しているためである。
堆積物はアラレ石が大部分で、方解石が非常に少ないという顕著な特長がある。
＜陽イオン＞ カルシウムイオン…485ppm/ ナトリウムイオン…394ppm/ マグネシウムイオン…105ppm
＜陰イオン＞ 塩素イオン…821ppm/ 硫酸イオン…509ppm/ 炭酸水素イオン… 713mg/L
遊離二酸化炭素…701ppm

## 行政の対応
奥奥八九郎温泉は有名になり、多くの観光客が訪れる。しかし小坂町では、奥奥八九郎温泉の場所は国有林内であり、法的な手続きを取った本来の温泉施設ではないため、現状では観光客の自己責任で利用する場所であると位置づけている。観光施設ではないとして、施設も現状のまま整備しないとしている。

## 小坂町の温泉

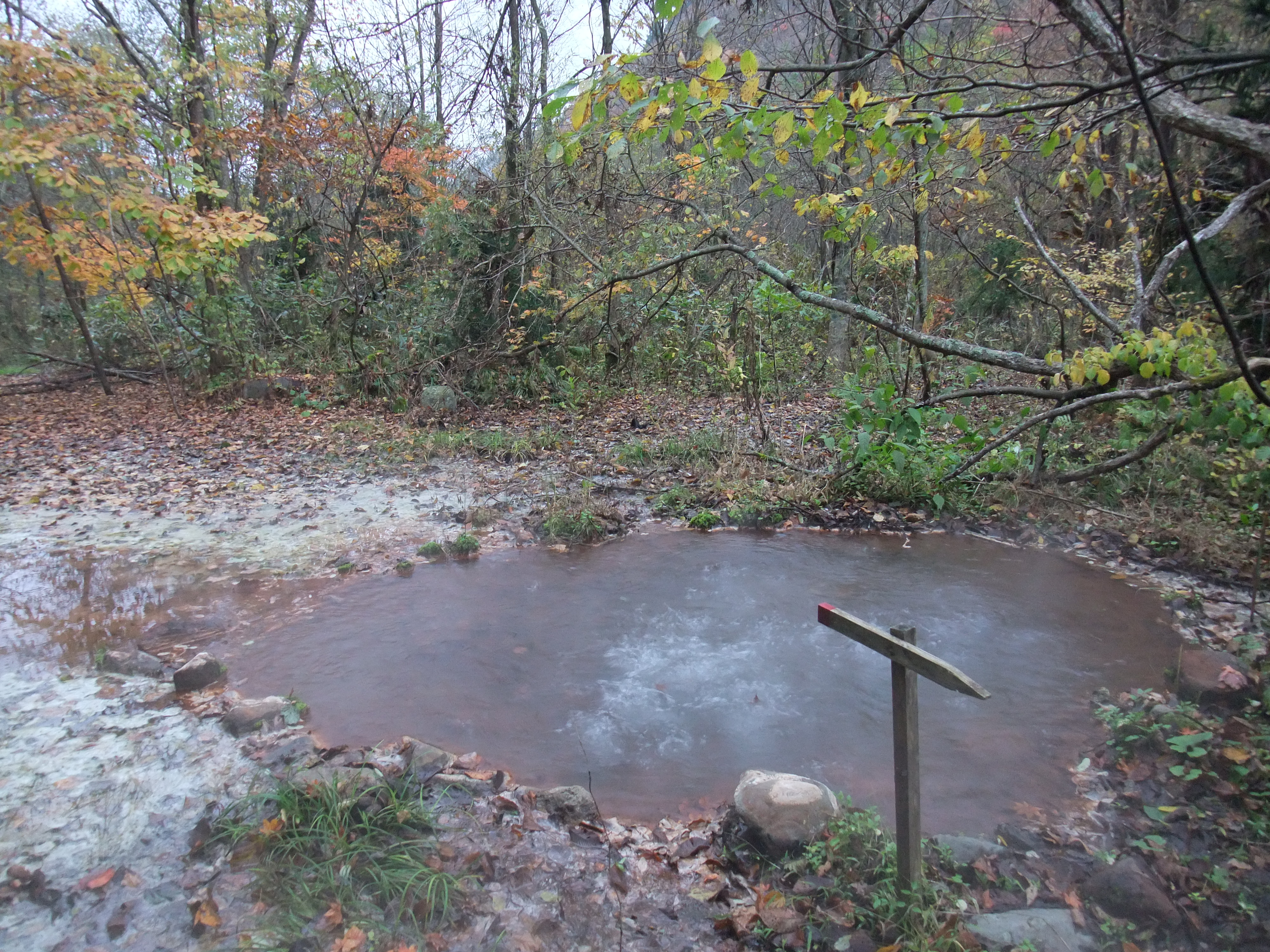
奥八九郎温泉

小坂町には、この奥奥八九郎温泉の他に、奥八九郎温泉（掘削自噴）、八九郎温泉（自然湧出）、湯之谷温泉、濁川温泉などがあり微妙に泉質や温度が違っている。奥奥八九郎温泉が有名になり、多くの観光客が訪れるようになっているが、ゴミを放置する観光客の問題や、深夜に民家の近くにある八九郎温泉を訪れるなどのマナー問題が懸念されている。
奥奥八九郎温泉の近くにある奥八九郎温泉も野湯であり、炭酸ガスも奥奥八九郎温泉と同じく噴出しているが、やや温度が低い。奥奥八九郎温泉、奥八九郎温泉、八九郎温泉を合わせて、八九郎温泉群とも言われている。

## 科学的研究
二酸化炭素の深海底や地層へ圧入するための研究のため、二酸化炭素が活発に噴出している奥奥八九郎温泉が研究されている。